# Фрассиноро
Фрассиноро (итал. Frassinoro) —  коммуна в Италии, располагается в регионе Эмилия-Романья, подчиняется административному центру Модена.
Население составляет 2159 человек (на 2001 г.), плотность населения составляет 23 чел./км². Занимает площадь 95,96 км². Почтовый индекс — 41044, 41040. Телефонный код — 0536.
В коммуне 15 августа особо празднуется Успение Пресвятой Богородицы. C Фрассиноро связано имя святого Пелегрина Альпийского, отшельника.